# Mitologia hawaiana

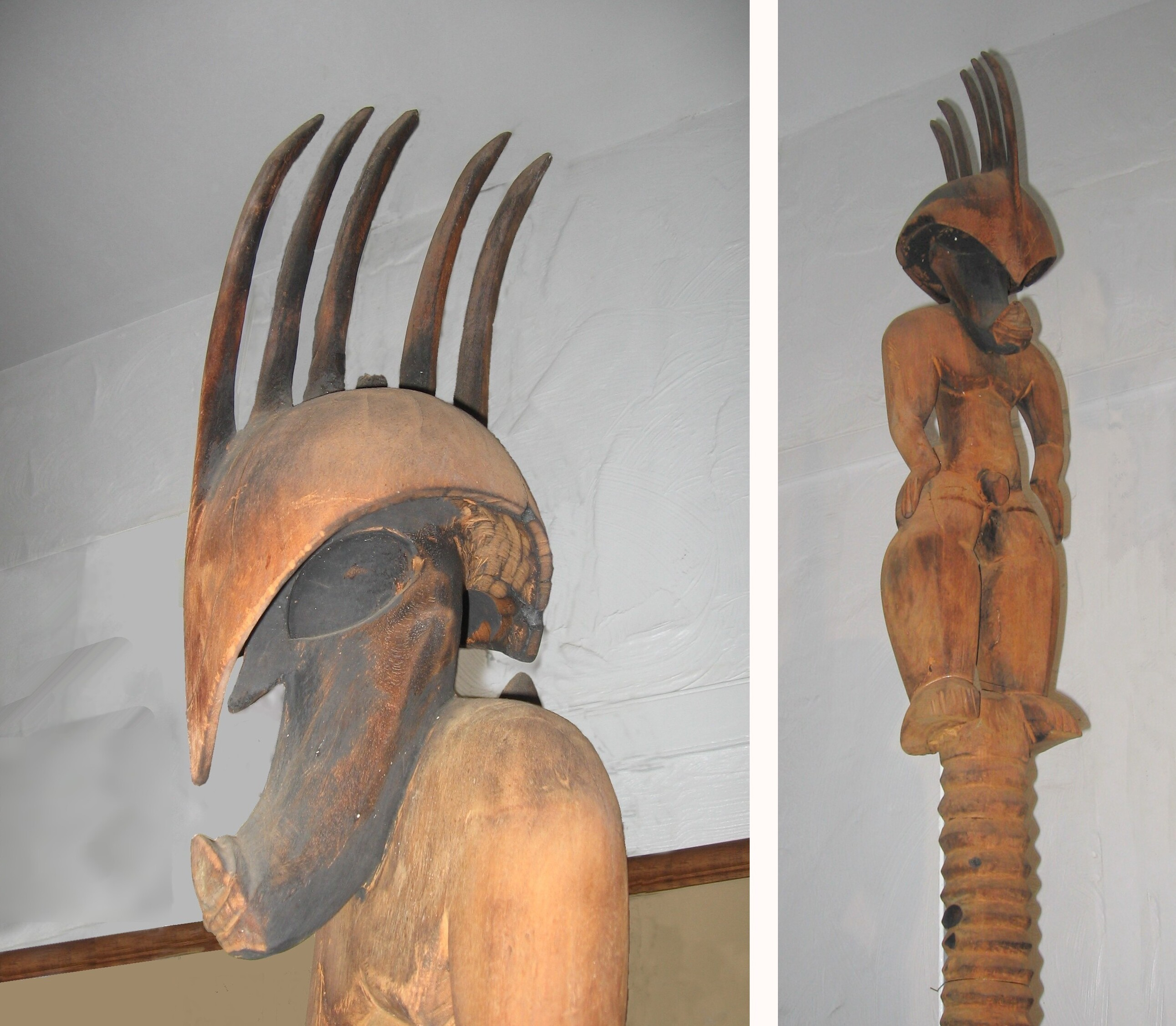
Statua che rappresenta il semi-dio della fertilità Kamapua'a

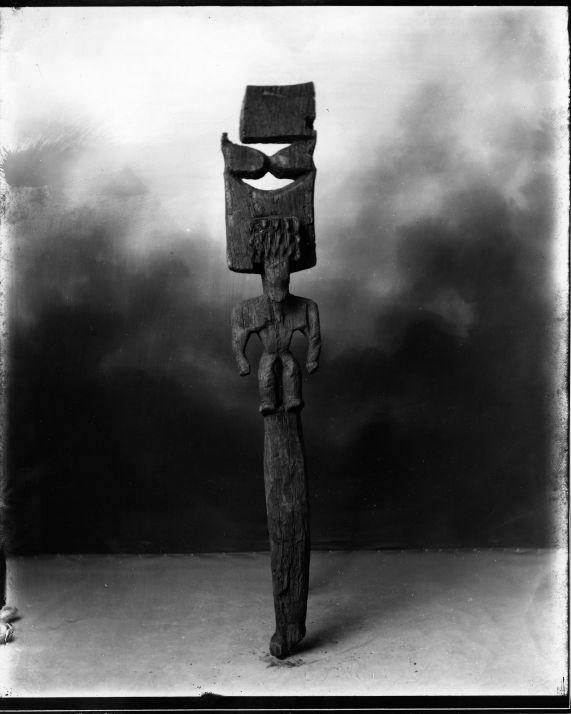
Statua che rappresenta il dio della guerra, della politica, dell'agricoltura e della pesca Ku

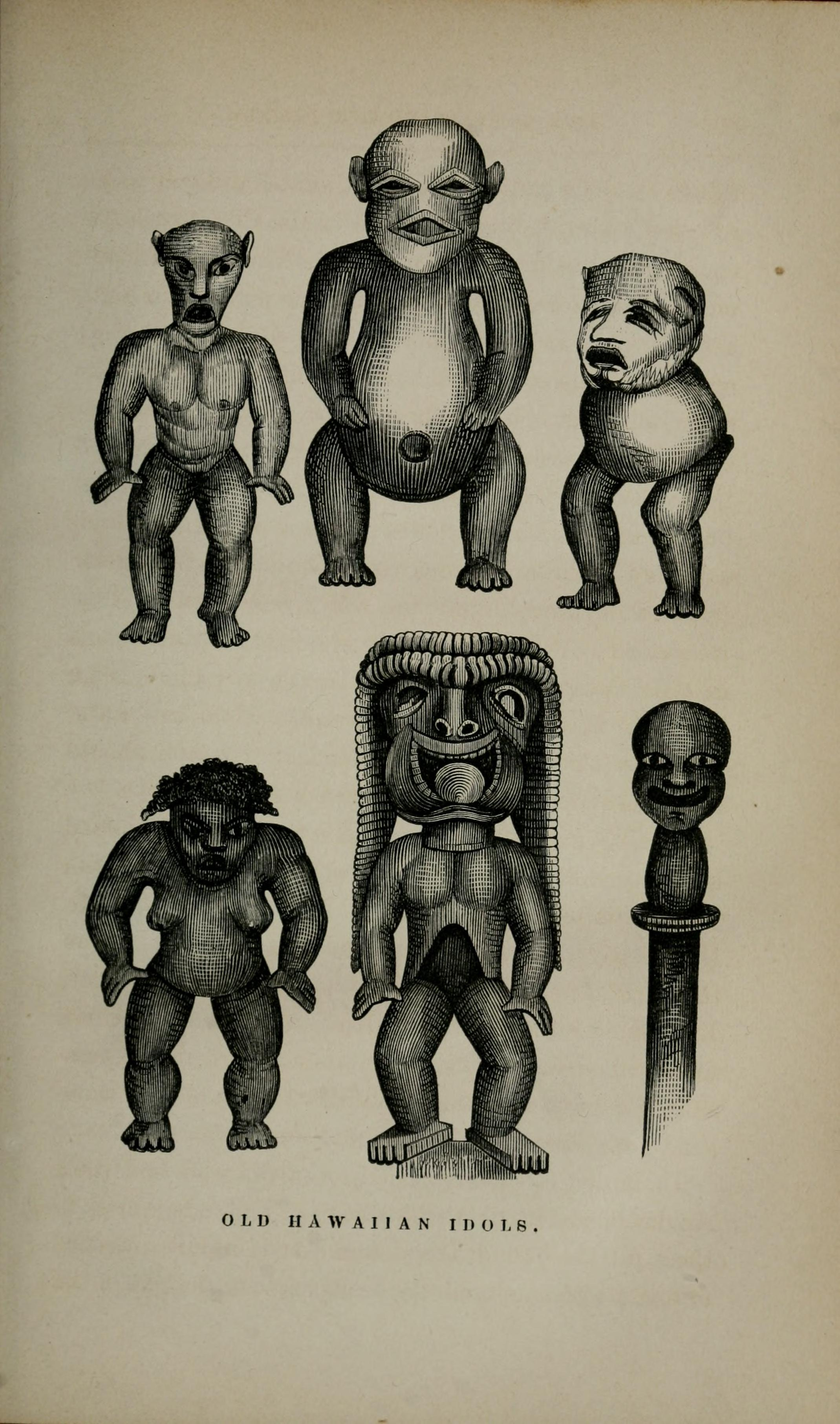
Disegnate da W. Roberts che rappresentano gli antichi idoli hawaiani in un libro del 1851

La mitologia hawaiana è l'insieme dei miti delle Hawaii.

## Lista della divinità e dei personaggi della mitologia hawaiana
- Haumea: dea della fertilità
- Kaulu: uccisore di Haumea, divinità ingannatrice
- Pele: dea del fuoco, della luce, della danza, dei vulcani e della violenza. È quindi la dea della creazione ma anche della distruzione
- Aumakua: uno spirito protettore della famiglia
- Kāne: dio della creazione e della procreazione, padre di Pele, creatore del mondo e dà la vita associata all'alba, al sole e al cielo, la più alta delle quattro principali divinità della religione hawaiana
- Kamapua'a: semi-dio della fertilità
- Kumu-Honua: uomo primigenio creato da Kāne impastando il fango
- Lalo-Honua: donna primigenia creato da Kāne con pezzi di Kumu-Honua
- Maui: eroe mitico attribuito alla creazione delle Hawaii
- Nāmaka: figlia di Haumea, dea del mare e sorella maggiore di Pele
- Nu'u: l'equivalente hawaiano a Noè, sopravvisse ad un diluvio lanciato dagli dei, in uno dei racconti.
- Wākea: Padre e dio del cielo, ha creato la pioggia, il sole e la luna
- Ukupanipo: dio-squalo invocato per favorire la pesca che controlla la quantità di pesce sufficiente per esser catturato dal pescatore
- Lono: dio dell'agricoltura, della fertilità, delle piogge, della musica e della pace, il dio principale delle isole Hawaii
- Kanaloa: dio del mare e dell'Oltretomba
- Milu: dio dell'Oltretomba e della morte
- Papahānaumoku: Madre e dea della Terra
- Kū: dio della guerra, della politica, dell'agricoltura e della pesca
- Hina: dea della Luna
- Laka: dea della hula, delle piante che crescono rigogliose nelle foreste, e dell'amore
- Kapo: dea della stregoneria, della fertilità e delle arti oscure, sorella di Pele
- Ka’ahupahau: dea che protegge gli uomini dagli attacchi degli squali
- Hi’iaka: dea guaritrice, delle isole e della natura, guardiana del Cielo e dell’Acqua e dea protettrice delle Hawaii, dei ballerini di hula, del canto, della stregoneria e della medicina. Uno dei compiti di Hi’iaka era di informare i pescatori sull’arrivo di pericolose tempeste in mare aperto
- Kā-moho-aliʻi: dio degli squali
- Nuakea: dea dell'allattamento